# 깁슨 레스폴 주니어

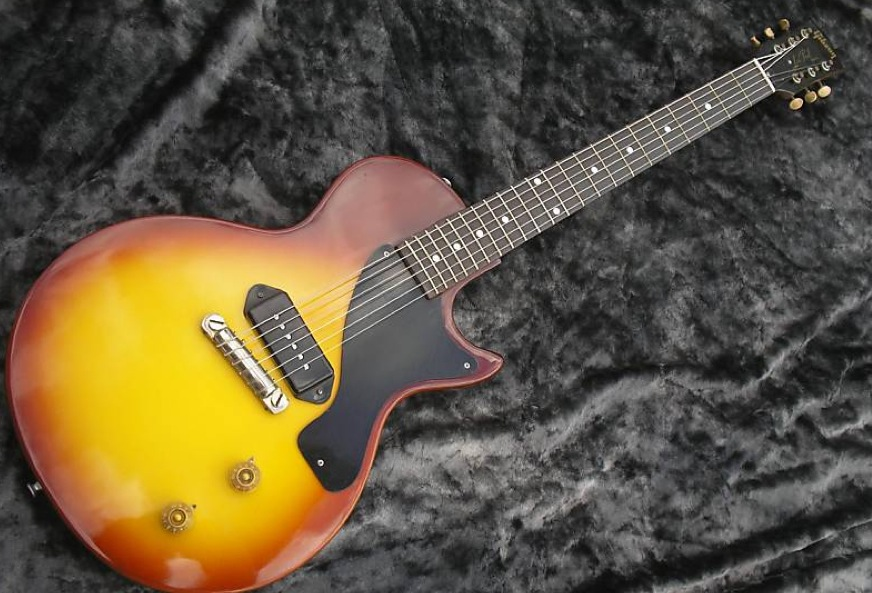

깁슨 레스폴 주니어(Gibson Les Paul Junior)는 깁슨 사에서 만드는 깁슨 레스폴 기타의 한 종류이다. 브릿지 피치가 안맞는 고질병이 있다.
깁슨 레스폴 주니어는 1954년에 보급형 레스폴(Les Paul)로 출시된 솔리드 바디 일렉트릭 기타이다. 싱글 컷어웨이 바디 스타일로 처음 출시되었다. 이중 컷어웨이 차체 스타일의 모델은 나중에 1958년에 선보였다. 주니어는 레스폴/SG 차체 재설계의 처음 3년 동안 계속되었다.